# Артур Холмс
Артур Холмс (енгл. Arthur Holmes; Гејтсхед, 14. јануар 1890 — Лондон, 20. септембар 1965) је био британски геолог. Живео је и радио у првој половини 20. века и заинтересовао се за феномен радиоактивности. Први је наслутио могућност одређивања старости стена помоћу радиоактивности. 1913. године објавио је дело „Старост Земље“. Истраживао је радиоактивно распадање и закључио је да је Земља стара око 4 милијарди година. 1930. године изнео је прве претпоставке о механизму кретања плоча. По њему је основа била конвекција усијане магме у мантлу.